# 8a Força Aèria (Estats Units)
La Vuitena Força Aèria (anglès: Eighth Air Force (8 AF)) és una força aèria numerada del Comandament d'Atac Global de la Força Aèria (AFGSC) dels Estats Units. Té el quarter general a la Base de la Força Aèria de Barksdale, a Louisiana. El comandament serveix com a Comandament d'Atac Global de la Força Aèria, un dels components aeris del Comandament Estratègic dels Estats Units (United States Strategic Command - USSTRATCOM). La Vuitena Força Aèria inclou el cor de la força de bombarders pesants americans, el B-2 Spirit i el B-52 Stratofortress.
Creada el 22 de febrer de 1944 com un redisseny del VIII Bomber Command a l'aeròdrom de High Wycombe (Anglaterra),la 8a Força Aèria era una unitat de combat de les Forces Aèries de l'Exèrcit dels Estats Units al teatre europeu de la II Guerra Mundial, participant en operacions principalment al nord d'Europa; portant a terme el bombardeig estratègic d'objectius enemics a França, els Països Baixos i Alemanya, i combatent els caces enemics a l'aire fins a la capitulació d'Alemanya al maig de 1945. Va ser la unitat més gran de les Forces Aèries de l'Exèrcit en termes de personal, avions i equipament.
Durant la Guerra Freda, la 8 AF era una de les tres Forces Aèries numerades del Comandament Aeri Estratègic (Strategic Air Command - SAC) de la USAAF, amb un general de 3 estrelles amb seu a Westover AFB, Massachusetts, comandant els bombarders estratègics i els míssils de la USAF a escala global. Elements de la 8 AF participaren en operacions de combat a les guerres de Corea i Vietnam, així com a l'operació Tempesta del Desert.

## Visió general
La Vuitena Força Aèria és una de les dues forces aèries numerades del Comandament d'Atac Global de la Força Aèria.
La 8a Força Aèria és una de les dues forces aèries numerades en servei actiu. La 8a Força Aèria, amb seu a la base aèria de Barksdale, a Bossier City - Shreveport, Louisiana, dona suport al Comandament de Forces Conjuntes dels Estats Units, i està designada com la Task Force 204 del Comandament Estratègic, proporcionant forces en alerta pel President. La Missió de la Mighty Eighth (la Poderosa Vuit) és protegir els interessos estatunidencs mitjançant la dissuasió estratègica i el poder de combat global. La 8a Força Aèria controla els bombarders de llarg radi d'acció amb capacitat nuclear tant als Estats Units com a ultramar. La seva missió dissuasiva flexible, mitjançant armament convencional i nuclear, proporciona la capacitat de desplegar forces i fer front a les amenaces enemigues des de les seves bases, a qualsevol lloc i en qualsevol moment. El lema de la 8a Força Aèria és "Deterrence through strength, global strike on demand" ("Dissuasió mitjançant la força, atac global a la petició").
La 8a Força Aèria consisteix en més de 16.000 membres del servei actiu, la Guàrdia Nacional Aèria i membres de la Reserva operant i mantenint una varietat d'avions capaços de desplegar el poder aeri en qualsevol zona del món. Aquest poder aeri inclou el cor de la força de bombarders pesants estatunidencs: el B-2 Spirit i el B-52 Stratofortress. La força de B-52 està formada per 76 bombarders assignats a dues ales en servei i una de reserva destinades a Air Force Base, La., i Minot AFB, N.D. La força de B-2 consisteix en 20 bombarders situats a Whiteman AFB, Mo.
Al juny del 2009 el major general Floyd L. Carpenter va ser nomenat comandant al juny del 2009, després d'haver servit com a segon al comandament des de novembre de 2007.

## Història
La història de la Vuitena Força Aèria començà el 2 de gener de 1942, en activar-se a la Base Aèria de Savannah, Geòrgia. El 5 de gener, el major general Carl Spaatz assumí el comandament del Quarter General de la Vuitena Força Aèria a Bolling Field, Washington, DC. El 8 de gener s'anuncià l'ordre activant les "Forces Aèries estatunidenques a les illes britàniques" ("U.S. Air Forces in the British Isles" - USAFBI). El 12 de maig arribà a Anglaterra el primer contingent de personal de l'USAAF per tal d'unir-se a la 8a Força Aèria. El 15 de juny, Spaatz arribà a Anglaterra per establir el Quarter General de la 8a Força Aèria a Bushy Park, a uns 20 km a l'oest de Londres.
La 8a Força Aèria era l'organització de comandament i control sobre els següents components operatius:
- VIII Comandament de Bombarders (creat el 19 de gener de 1942)

Bombardeig estratègic usant bombarders pesants quadrimotors
- VIII Comandament de Caces (creat el 19 de gener de 1942)

Proveïa de caces d'escorta als bombarders pesants
- VIII Comandament de Suport Aeri (creat el 24 d'abril de 1942)

Realitzava missions de reconeixement, transport de tropes i bombardeig tàctic usant bombarders mitjans bimotors.
El VIII Comandament de Bombarders va ser activat a l'aeròdrom de Langley, Virgínia. Va ser redestinada a la Base Aèria de Savannah, a Geòrgia, el 10 de febrer de 1942. un destacament avançat del VIII Comandament de Bombarders va instal·lar-se al quarter general del Comandament de Bombarders de la RAF a RAF Daws Hill el 23 de febrer en preparació de les unitats que havien d'arribar al Regne Unit des dels Estats Units. El primer grup de combat del VIII Comandament de Bombarders en arribar al Regne Unit va ser la part terrestre del 97è Grup de Bombardeig, que arribà a RAF Polebrook el 9 de juny de 1942.
Les operacions de combat regulars del VIII Comandament de Bombarders començà el 17 d'agost de 1942, quan el 97è Grup de Bombardeig enlairà 12 B-17s en la primera missió de bombarders pesants del VIII Comandament de Bombarders de la guerra des de RAF Polebrook, atacant el pati de maniobres de Rouen-Sotteville, a França.

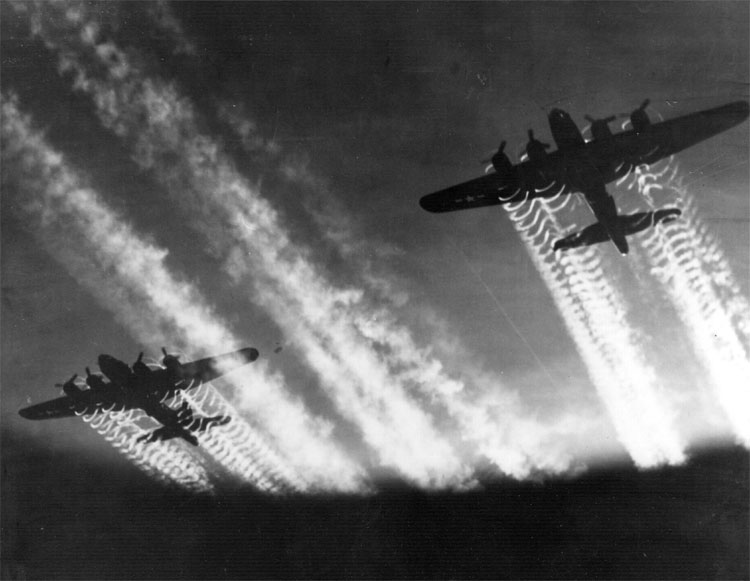
B-17 Flying Fortresses sobre Europa durant la II Guerra Mundial.

Durant la II Guerra Mundial les forces aèries ofensives de la USAAF van ser classificades en estratègiques o tàctiques. Una força aèria estratègica era aquella la missió de la qual era atacar l'esforç de guerra enemic darrere de les seves forces del front, predominantment les instal·lacions de producció i subministrament; mentre que les forces aèries tàctiques donaven suport a les campanyes terrestres, habitualment contra objectius triats mitjançant la cooperació amb els exèrcits.
A Europa, la 8a Força Aèria va ser la primera força aèria estratègica de la USAAF, amb la missió de donar suport a la invasió de l'Europa continental des de les illes britàniques. La 8a Força Aèria realitzà operacions de bombardeig estratègic diürn contra l'Europa occidental des d'aeròdroms a l'Europa oriental.

### Segona Guerra Mundial (1944-1945)

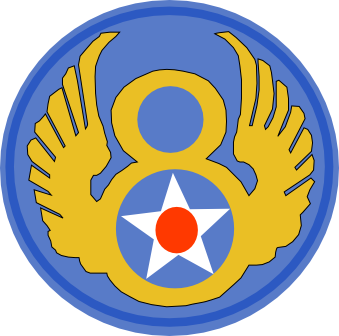
Insígnia d'espatlla de la 8a Força Aèria

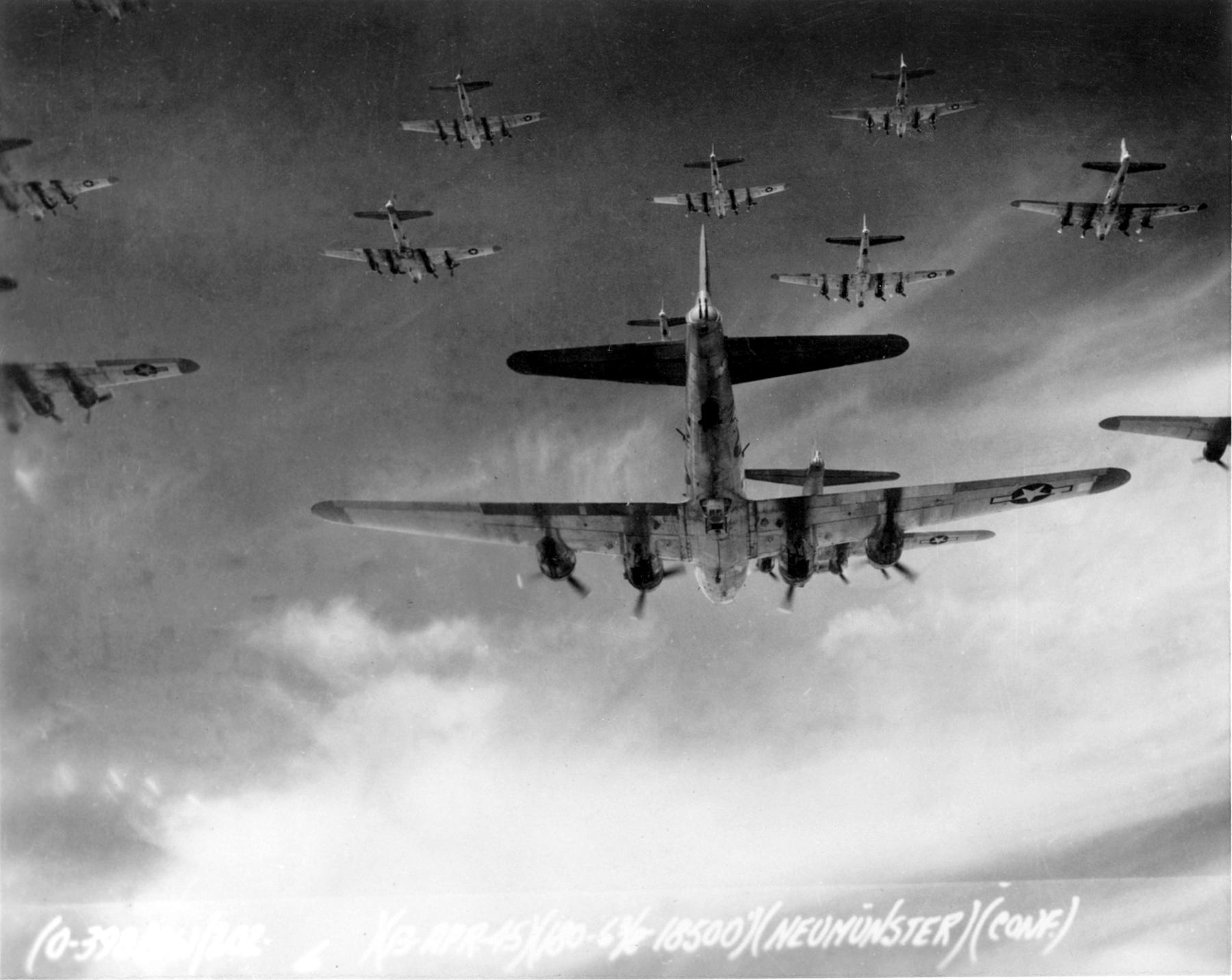
B-17 Flying Fortresses del 398è Grup de Bombardeig dirigint-se cap a Neumünster, el 13 d'abril de 1945. El 8 de maig, Alemanya es rendí, declarant-se el Dia de la Victòria a Europa.

El 4 de gener de 1944, els B-24 i els B-17 estacionats a Anglaterra volaren la seva darrera missió com a part subordinada del VIII Comandament de Bombarders. El 22 de febrer de 1944 va tenir lloc una reorganització massiva del poder aeri a Europa. El VIII Comandament de Bombarders i la 9a Força Aèria van passar a formar part d'un control centralitzat pel comandament i control de les Forces Aèries de l'Exèrcit dels Estats Units, les Forces Aèries Estratègiques dels Estats Units (United States Strategic Air Forces - USSTAF).
El VIII Comandament de Bombarders va ser redessignat com a Vuitena Força Aèria, amb el VIII Comandament de Caces i de Suport Aeri que passaren sota el comandament de la Vuitena Força Aèria. És aquí des d'on prové la història, herència i honors de l'actual Vuitena Força Aèria.
El general Carl Spaatz tornà a Anglaterra per comandar la USSTAF. Pel seu costat, el major general Jimmy Doolittle traspassà el comandament de la 15a Força Aèria al major general Nathan F. Twining i va rellevar al tinent general Ira C. Eaker com a comandant de la 8a Força Aèria a RAF High Wycombe. Doolittle era ben conegut entre els pilots americans com el famós "Tokyo Raider" i antic pilot de curses. La seva directiva era simple: "Guanyar la guerra aèria i aïllar el camp de batalla".
El pla de Spaatz i de Doolittle era usar les Forces Aèries Estratègiques en una sèrie d'atacs coordinats, amb el nom clau d'operació Argument i ajudat pel bombardeig nocturn de la RAF, contra la indústria aeronàutica alemanya com més aviat millor.

#### LaBig Week
Per a la darrera setmana del febrer de 1944 es preveia fred i cels sense núvols; i l'operació Argument passà a ser coneguda com la "Big Week". La nit del 19-20 de febrer, la RAF bombardejà Leipzig. La 8a Força Aèria posà més de 1.000 B-17s i B-24s i més de 800 caces, i la RAF aportà 16 esquadrons de Mustangs i Spitfires. En total, s'atacaren dotze fàbriques aeronàutiques, amb els B-17s dirigint-se contra Leipzig, Bernburg (la planta de Junkers) i Oschersleben (la planta on AGO fabricava els Fw-190s); mentre que els B-24s atacaren les plantes de Messerschmitt Bf 110 a Gotha, de Focke-Wulf Fw 190 a Tutow i la planta de Heinkel He 111 (el quarter general de la firma Heinkel, o Heinkel-Nord) a Rostock.
Els atacs sobre la indústria alemanya causaren tants danys que els alemanys es van veure obligats a dispersar les seves fàbriques aeronàutiques cap a l'est, a zones més segures del Reich.
L'endemà, uns 900 bombarders i 700 caces de la 8a Força Aèria atacaren més fàbriques d'avions a la zona de Braunschweig. Uns 60 caces de la Luftwaffe van ser abatuts amb una pèrdua de 19 bombarders i 5 caces. El 24 de febrer, amb el cel clar sobre el centre d'Alemanya, la 8a Força Aèria envià 800 bombarders, atacant Schweinfurt i la costa del Bàltic, amb un total d'11 B-17s abatuts. Uns 230 B-24s atacaren la planta d'assemblatge de Messerschmitt Bf 110 a Gotha, amb una pèrdua de 24 avions.
El 25 de febrer, tant la 8a com la 15a Força Aèria atacaren nombrosos objectius a Furth, Augsburg i Regensburg, atacant les plantes de Messerschmitt Bf 110 i de Bf 109. La 8a va perdre 31 bombarders, mentre que la 15a en va perdre 33.

#### Berlín

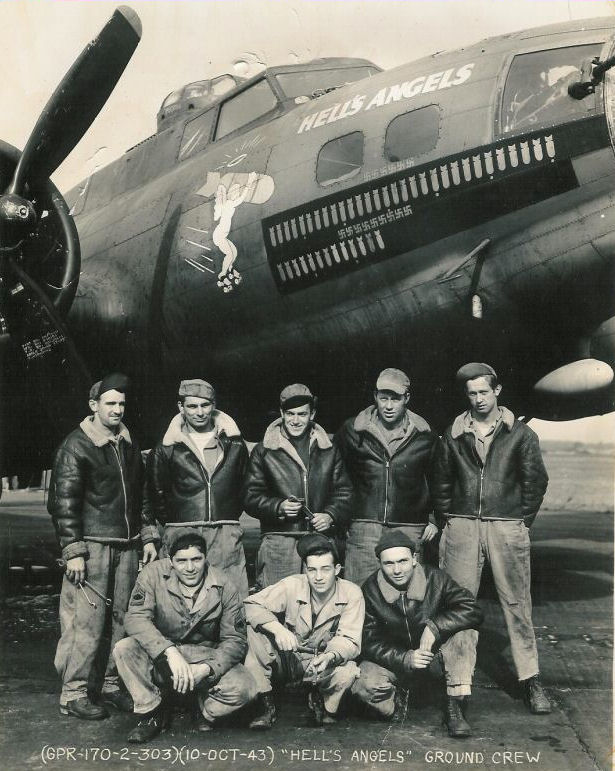
El Boeing B-17F-25-BO Fortress "Hell's Angels" (41-24577) del 358è Esquadró de Bombarders, 303r Grup de Bombarders, amb la seva tripulació, a RAF Molesworth. Aquest va ser el primer avió en completar les seves 25 missions de combat a la 8a Força Aèria, el 13 de maig de 1943. Després de finalitzar 48 missions, l'avió tornà als Estats Units el 20 de gener de 1944, per a una gira publicitària.

Menys d'una setmana després de la Big Week, la 8a Força Aèria va llançar el seu primer atac contra la capital del Reich, Berlín. La RAF havia estat llançat atacs nocturns contra Berlín des de 1940, però aquest va ser el primer gran bombardeig diürn sobre la capital alemanya. El 6 de març de 1944, més de 700 bombarders pesants, conjuntament amb 800 caces d'escorta de la 8a Força Aèria atacaren nombrosos objectius sobre Berlín, llançant les primeres bombes estatunidenques sobre la capital del Tercer Reich. El 8 de març, un nou atac de 600 bombarders i 200 caces atacaren la zona de Berlín de nou, destruint la planta de VKF ball-bearing a Erkner. L'endemà, el 9 de març, B-17s equipats amb el radar H2X llançaren un tercer atac contra Berlín tot i els núvols. En total, la 8a Força Aèria llançà més de4.800 tones d'alt explosiu sobre Berlín durant la primera setmana de març de 1944.
El 22 de març, més de 800 bombarders, encapçalats per bombarders equipats amb el radar H2X atacaren de nou Berlín, bombardejant objectius enmig d'una espessa nuvolositat i pluja causant més destrucció a diverses indústries. A causa dels densos núvols i la pluja a la zona, la Luftwaffe no atacà la flota de bombarders americans, car els alemanys creien que gràcies al temps els bombarders estatunidencs serien incapaços d'atacar els seus objectius. Però els bombarders "exploradors" del 482è Grup de Bombarders de RAF Alconbury es demostraren capaços de trobar els objectius i de portar els bombarders a ells.

#### Preludi a Overlord
En un preludi de la invasió de França, els atacs aeris estatunidencs començaren al febrer de 1944 contra els enllaços ferroviaris, els aeròdroms, els ports i ponts al nord de França i a la costa de l'estret de la Mànega. Els caces de la 8a i la 9a Forces Aèries van realitzar amples escombrades sobre la zona, en missions d'atac contra els aeròdroms i els nusos ferroviaris. El 6 de juny els pilots de caces aliats havien malmès o destruït centenars de locomotores, milers de vehicles motoritzats i molts ponts; a més, els aeròdroms a França i Bèlgica van estar sotmesos a atacs.
L'1 de maig, més de 1.300 bombarders pesants de la 8a Força Aèria van llançar un atac a gran escala contra la xarxa ferroviària, atacant objectius a França i Bèlgica. El 7 de maig, 1.000 bombarders atacaren d'altres objectius situats a la costa del Canal, atacant fortificacions, ponts i zones inundades.
El Dia-D, els bombarders de la 8a Força Aèria realitzaren més de 2.300 sortides a les zones d'invasió de Normandia i Cherbourg, totes elles dirigides a neutralitzar les defenses costaneres i les tropes de la línia del front.

#### La derrota de la Luftwaffe

P-51 Mustangs del 375è Esquadró de Caces, 361r FG, estiu de 1944

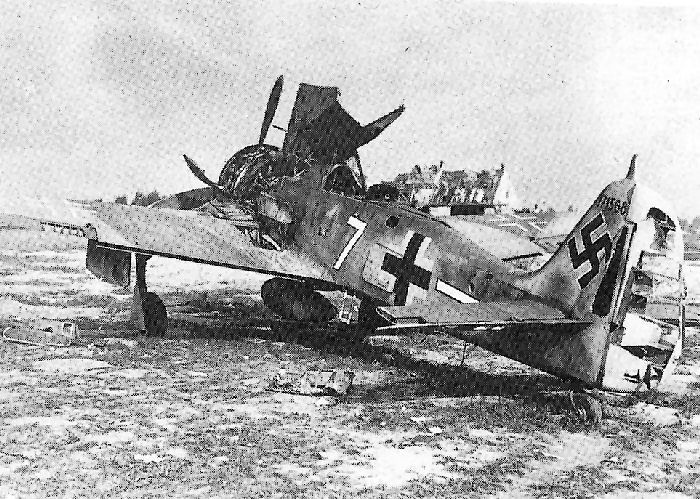
Un FW 190 destruït, 1945

Els primers esquadrons de P-51 Mustang que van entrar en servei a Europa van ser amb els britànics a inicis de 1942; els Allison V-1710 amb motor P-51A (Mustang I) havien tingut gran èxit amb la RAF, tot i que la seva actuació era inadequada a alçades molt altes. Els enginyers de la Rolls-Royce ràpidament s'adonaren que equipant els Mustang amb un motor Rolls-Royce Berlin amb les seves dues velocitats, dues etapes de sobrealimentació que millorarien substancialment l'actuació. També, usant una hèlix de quatre pales, més que no pas la de tres pales emprada al P-51A, l'actuació millorava, el XP-51B assolia una velocitat de 441milles/hora a 9.100 metres, més de 100 milles/h més ràpid que els P-51 equipats amb motors Allison a aquella alçada. A aquella alçada, la taxa d'ascens pràcticament es doblava.
La USAAF finalment disposava d'un avió que podria competir en termes d'igualtat amb el Fw 190 i els darrers models del Bf 109. La USAAF descansava finalment en els Mustang, i s'ordenà l'adquisició de 2.200 P-51Bs. El motor era el Packard V-1650-3, basat en el Merlin 68.
A finals de 1943, el P-51B Mustang va ser introduït al teatre europeu. Podia volar tan lluny amb els seus dipòsits de combustible interns com el P-47 podia fer-ho amb tancs externs. Malgrat tot el P-51B va ser introduït com un caça tàctic, de manera que al novembre de 1943 els primers P-51B van ser destinats als 3 grups tàctics de la 9a Força Aèria a expenses del VIII Comandament de Bombarders, la necessitat del qual de caces d'escorta de llarg abast era crítica. La primera missió d'escorta dels bombarders no va ser fins al 5 de desembre.
L'efecte dels Mustang sobre els defensors de la Luftwaffe va ser ràpid i decisiu. El resultat va ser que la Luftwaffe va ser notable per la seva absència sobre els cels d'Europa després del Dia-D i els Aliats estaven començant a assolir la superioritat aèria sobre el continent. Tot i que la Luftwaffe podia llançar atacs efectius a les immenses formacions de bombarders pesants aliats, les incomptables quantitats de B-17s i B-24s que atacaven els objectius enemics superaven la força de caces alemanya, que simplement no podien mantenir les pèrdues que els caces i els bombarders de la 8a Força Aèria els estaven causant.
A mitjans de 1944, la 8a Força Aèria havia assolit una força de més de 200.000 persones (s'estima que durant tota la guerra arribarien a servir-hi més de 350.000 persones). En el moment màxim de la seva força, la 8a Força Aèria tenia 14 grups de bombarders, 15 grups de caces, i 4 grups especialitzats de suport. Podia (i sovint va fer-ho) enviar més de 2.000 bombarders quadrimotors i més de 1.000 caces a una única missió contra múltiples objectius.
El 1945, tots llevat d'un dels grups de caces de la 8a Força Aèria estaven equipats amb el P-51D.

#### La destrucció de la indústria petroliera alemanya
La 8a Força Aèria no atacà objectius de la indústria petroliera fins al 13 de maig de 1944 quan, 749 bombarders escortats per 740 caces, bombardejaren objectius petroliers a la zona de Leipzig i de Brux (Txecoslovàquia). Al mateix temps, una força menor atacà un dipòsit de reparacions de FW 190 a Zwickau. Uns 300 caces alemanys atacaren els bombarders, perdent gairebé la meitat dels avions, amb les demandes de 47 victòries entre els pilots de caces estatunidencs. Malgrat això, la Luftwaffe aconseguí abatre 46 bombarders en una lluita molt desigual.
Després del Dia-D, els atacs dirigits contra la indústria petroliera alemanya van assumir una prioritat absoluta, amb el problema que estava àmpliament dispersa per tot el Reich. Grans flotes de B-24s i B-17s escortats per P-51D s i P-38Ls de llarg abast atacaren refineries a Alemanya i Txecoslovàquia a finals de 1944 i inicis de 1945. Gaudint pràcticament d'una superioritat aèria absoluta en un Reich col·lapsat, la 8AF atacà objectius en llocs tan llunyans com Hongria, mentre que la 15a Força Aèria atacaren instal·lacions petrolieres a Iugoslàvia, Romania i el nord-est d'Itàlia. Les refineries Merseburg de Leuna, on es refinava la majoria del combustible sintètic alemany destinat als caces, van ser atacades un mínim de 18 ocasions. A finals de 1944, només 3 de les 91 refineries del Reich seguien treballant normalment, 21 funcionaven parcialment, i la resta estaven completament destruïdes.
Aquestes missions, però, van tenir un alt cost. La meitat de les baixes de la USAAF durant la Segona Guerra Mundial les va patir la 8a Força Aèria (més de 47.000 baixes, amb més de 26.000 morts). Durant la guerra el personal de la 8a Força Aèria va rebre 17 Medalles d'Honor; i al final de la guerra, es van atorgar 220 Creus del Servei Distingit i 442.000 Medalles de l'Aire. Va haver-hi 261 asos dels caces a la 8a Força Aèria durant la guerra, i 31 d'aquests van aconseguir 15 o més victòries. A més, 305 artillers dels avions també van ser reconeguts com a asos.

#### Victòria en Europa
El gener de 1945 la Luftwaffe intentà una darrera gran acció aèria ofensiva contra les forces aèries aliades. Uns 950 caces van ser enviats a l'oest des del Front Oriental per a l'operació Bodenplatte. L'1 de gener, tots i cadascun dels caces alemanys van enlairar-se i van atacar 27 aeròdroms aliats del nord de França, Bèlgica i el sud dels Països Baixos, en una temptativa per paralitzar les forces aèries aliades a la regió. En un darrer esforç per sostenir el Heer durant l'etapa d'estancament de la batalla de les Ardenes. L'operació va ser un èxit pírric per a la Luftwaffe, car va perdre 300 avions irreemplaçables, principalment abatuts pels canons antiaeris. Les pèrdues aliades van ser reemplaçades en poques setmanes. L'operació no assolí el seu objectiu d'obtenir la superioritat aèria, encara que fos només temporalment, i l'exèrcit alemany es continuà veient exposat als atacs aeris.
Vistos pels aviadors aliats a finals de l'estiu de 1944, no va ser però fins al març de 1945 que els reactors alemanys començaren a atacar les formacions de bombarders. El 2 de març, quan els bombarders de la 8a Força Aèria van ser enviats a atacar les refineries de combustible sintètic a Leipzig, els Messerschmitt Me 262As atacaren la formació prop de Dresden. L'endemà, la formació més gran de reactors alemanys mai no vista fins al moment, possiblement de l'ala especialista de la Luftwaffe Jagdgeschwader 7 Nowotny, atacaren les formacions de bombarders de la 8a Força Aèria sobre Dresden i els objectius petrolers a Essen, abatent 3 bombarders.
Però malgrat tot, els reactors de la Luftwaffe eren simplement massa pocs i van arribar massa tard per tenir un efecte seriós sobre els exèrcits aliats que ara es llançaven sobre el Reich pràcticament sense impunitat. A més, la manca de combustible i de pilots pels nous reactors van reduir enormement la seva efectivitat. Els Me 262A van ser un escull seriós pels P-47s i els P-51s, car tenien un distintiu avantatge en velocitat. Les escortes de caces volaven per damunt dels bombarders, fent que en baixar aconseguissin un punt extra de velocitat i reduint la diferència. Els Me 262 també eren menys maniobrables que els P-51 i els pilots aliats, més entrenats, podien virar en un radi més petit que els Me 262A. Malgrat tot això, l'única manera vàlida d'encarar-se amb els caces, així com amb els encara més veloços Me 163B Komet, era atacar-los a terra i mentre s'enlairaven i aterraven. Els aeròdroms de la Luftwaffe que estaven identificats com a bases de caces i de coets, com el de Parchim o el de Bad Zwischenahn, eren bombardejats habitualment i els caces aliats els patrullaven per atacar els reactors mentre que intentaven aterrar. La Luftwaffe contraatacà bateries antiaèries a les línies d'aproximació per tal de protegir els Me 262s, a més de donar-los cobertura de caces convencionals durant les operacions d'enlairament i d'aterratge. Malgrat tot, al març i a l'abril de 1945, les patrulles de caces aliades sobre els aeròdroms dels Me 262 resultaren en nombroses pèrdues de reactor i un afebliment seriós de la força.
El 7 d'abril de 1945, la Luftwaffe llançà la seva missió més desesperada i suïcida, amb el Sonderkommando Elbe com ariet. L'operació involucrà pilots alemanys de la unitat envestint amb els seus desgastats Bf 109Gs, només armats amb una metralladora MG 131 i 50 càrregues de munició, contra els bombarders estatunidencs per tal que els Aliats suspenguessin els bombardeigs el temps suficient per aconseguir disposar d'una quantitat significativa de reactors Me262A. La 8a Força Aèria era la víctima d'aquesta operació: amb només 15 bombarders rebent l'atac, 8 van ser destruïts.

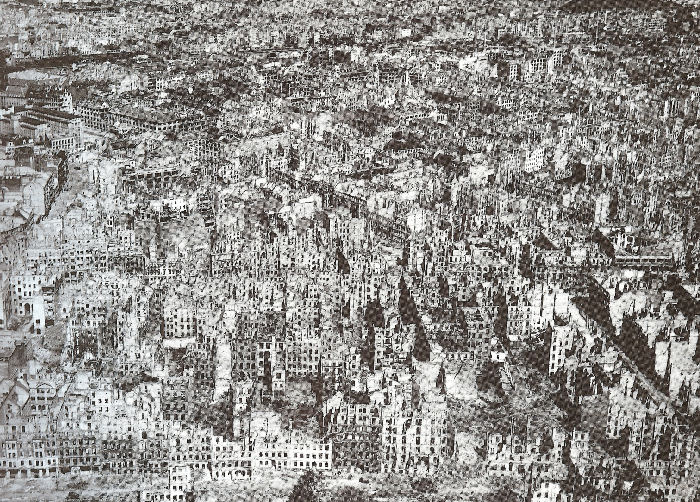
Berlín, maig de 1945

El 7 d'abril, la 8a Força Aèria envià 32 grups de B-17s i B-24s i 14 grups de Mustangs (les quantitats d'avions aliats enviats a l'atac eren tan grans el 1945 que eren comptats en grups) dirigits contra objectius a la petita zona que els alemanys encara controlaven, ocasionant danys als aeròdroms on estaven estacionats els reactors alemanys. A més, gairebé 300 avions alemanys de tota mena van ser destruïts a terra. El 16 d'abril es va batre aquest rècord, quan gairebé 700 avions alemanys van ser destruïts a terra.

#### Teatre del Pacífic
Després del final de la guerra a Europa al maig de 1945 es van fer plans per traspassar grups de bombarders pesants de la 8a Força Aèria al Teatre d'operacions del Pacífic, i ascendir-los a grups de bombarders B-29 Superfortress Molt Pesants (VH) bomb groups. Com a part d'aquest pla, el quarter general de la 8a Força Aèria va ser enviat al Sakugawa (Okinawa) el 16 de juliol de 1945, sent assignats a les Forces Aèries Estratègiques dels Estats Units al Pacífic, sense personal o equip.
A Okinawa, la 8a Força Aèria derivà el seu quarter general de l'inactivat XX Comandament de Bombarders, i el Tinent General James H. Doolittle n'assumí el comandament, sent reassignat des d'Anglaterra el 19 de juliol. El comandament controlava tres aeròdroms a Okinawa, Bolo i Futema, a més de l'aeròdrom de Kadena. La 8a Força Aèria rebé els seus primers B-29 Superfortress el 8 d'agost de 1945.
La missió de la 8a Força Aèria inicialment consistia a organitzar i entrenar nous grups de bombarders per combatre contra el Japó. En la planejada invasió del Japó, la missió de la 8a Força Aèria hauria estat dirigir els atacs de les B-29 Superfortress des d'Okinawa en coordinació amb la 20a Força Aèria, que operava des dels aeròdroms de les illes Marianes.
Les unitats assignades a la 8a Força Aèria al Pacífic eren:
| - Quarter General, 301a Ala de Caces Aeròdrom d'Ie Shima, Okinawa, 31 de juliol – 29 de novembre de 1945 318è Grup de Caces (P-47N Thunderbolt) Aeròdrom d'Ie Shima, Okinawa, 31 de juliol – 29 de novembre de 1945 413è Grup de Caces (P-47N Thunderbolt) Aeròdrom d'Ie Shima Airfield, Okinawa, 31 de juliol – 29 de novembre de 1945 507è Grup de Caces (P-47N Thunderbolt) Aeròdrom Ie Shima, Okinawa, 31 de juliol – 29 de gener de 1946 | - Quarter General, 316a Ala de Bombarders Aeròdrom de Kadena Okinawa, 5 de setembre de 1945 – 7 de juny de 1946 22è Grup de Bombarders, (B-29 Superfortress) Aeròdrom de Kadena Okinawa, 15 d'agost – 23 de novembre de 1945 333è Grup de Bombarders, (B-29 Superfortress) Aeròdrom de Kadena, Okinawa, 5 d'agost de 1945 – 28 de maig de 1946 346è Grup de Bombarders, (B-29 Superfortress) Aeròdrom de Kadena, Okinawa, 7 d'agost de 1945 – 30 de juny de 1946 382è Grup de Bombarders, (B-29 Superfortress) Aeròdrom del Nord-oest, Guam, 8 de setembre – 16 de desembre de 1945 Nota: Només el 420è Esquadró de Bombardeig arribà a tenir B-29, al 464è i el 872è només van modificar-se els nivells de terra. Els esquadrons aeris van seguir als Estats Units fins a ser inactivats. 383è Grup de Bombarders, (B-29 Superfortress) Aeròdrom del'Oest, Tinian, 12 de setembre – 19 de desembre de 1945 |

El llançament de les bombes atòmiques sobre el Japó accelerà la rendició d'aquest abans que la 8a Força Aèria pogués entrar en acció al teatre del Pacífic. La 8a Força Aèria es quedà a Okinawa fins al 7 de juny de 1946.

### Comandament Aeri Estratègic

Escut del Comandament Aeri Estratègic

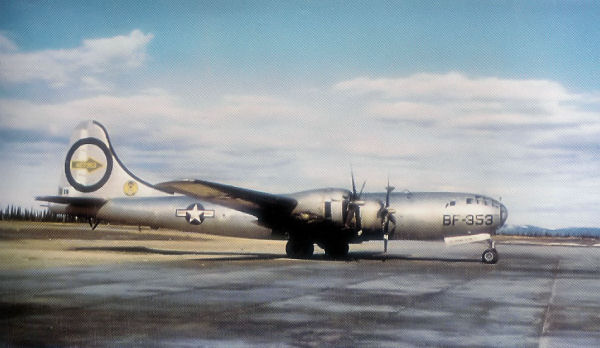
Martin-Omaha B-29-40-MO Superfortress Sèrie 44-27353 de la 509a Ala de Bombarders, base aèria Walker, 1948. Durant la II Guerra Mundial, el 353 volà a les dues missions atòmiques (6 i 9 d'agost) per monitorar les explosions atòmiques.

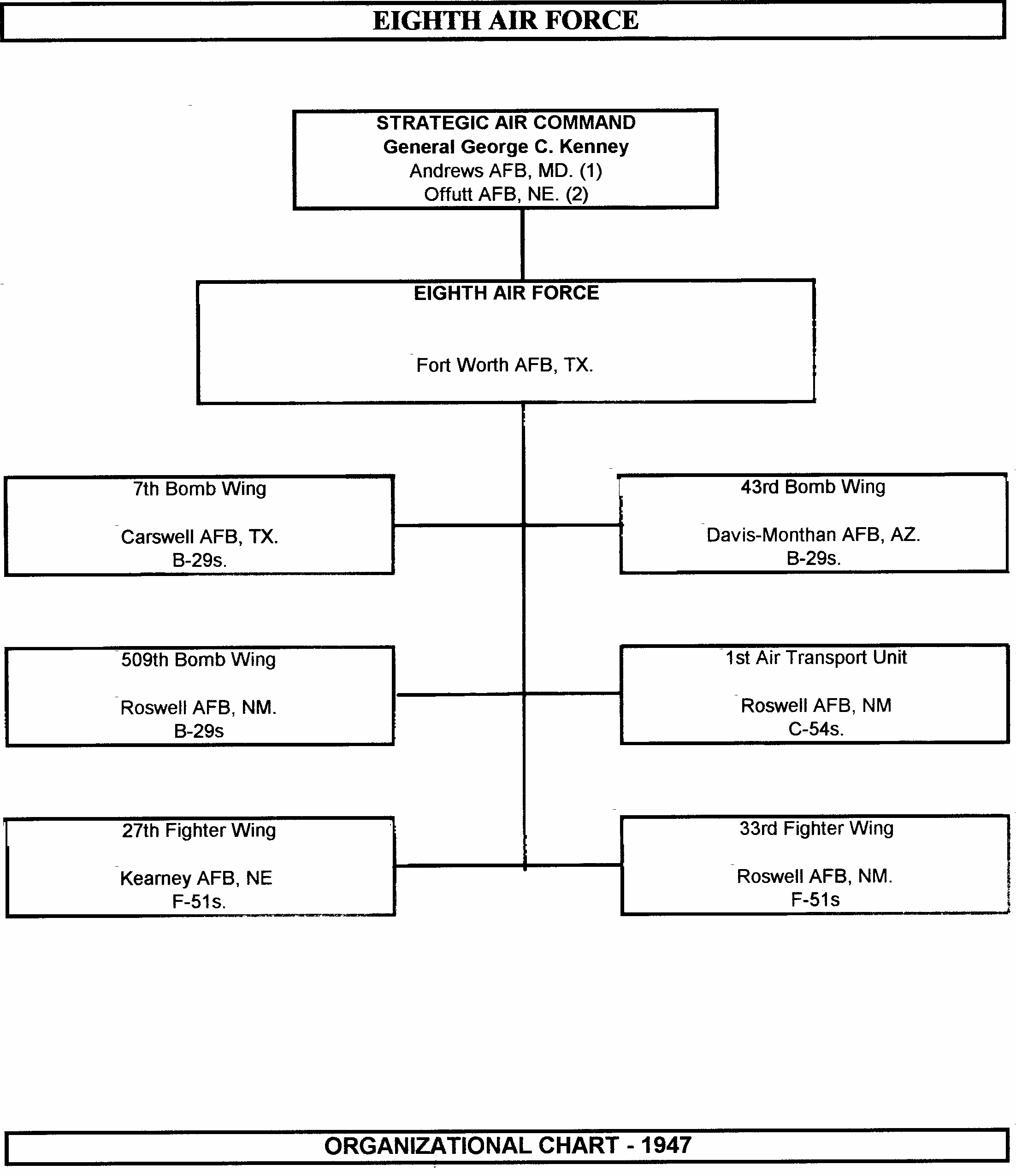
8th Air Force organizational chart, 1947

La II Guerra Mundial es demostrà el que els teòrics del poder aeri havien estat defensant durant les dues dècades anteriors: el gran valor de les forces estratègiques en bombardejar els complexos industrials de l'enemic i el de les forces tàctiques en controlar els cels com un camp de batalla. Com a resultat, la 8a Força Aèria va ser incorporada al nou Comandament Aeri Estratègic (Strategic Air Command - SAC).
El 7 de juny de 1946 el quarter general de la 8a Força Aèria va ser reasignat sense personal ni equipament d'Okinawa fins a MacDill AAF, Florida, esdevenint la segona força aèria numerada de la SAC. A MacDill, el Quarter General de la 8a Força Aèria estava ocupat principalment pel personal de la 58a Ala de Bombarders, Molt Pesants, estacionada a base de Fort Worth, Texas. L'organització reportava administrativament a la 15a Força Aèria a Colorado Springs, Colorado. Aquest destí finalitzà l'1 de novembre de 1946, quan el Comandament transferí la 8a a Fort Worth (posteriorment anomenat base aèria Carswell).

#### Unitats de bombarders
Durant la II Guerra Mundial els aeròdroms de Davis-Monthan i Fort Worth eren les bases d'entrenament dels B-29, i els grups de bombarders de la (AF simplement eren activats en el mateix camp i el mateix dia mentre que les Forces Aèries Continentals els grups d'entrenament s'inactivaven. Els actius de les anteriors unitats d'entrenament simplement s'assignaven a la 8AF. Va ser així com la Força Aèria va poder perpetuar els noms dels grups que s'havien distingit durant la II Guerra Mundial.
Aquestes ales de bombarders estaven dràsticament curtes de personal i d'equip. A finals de 1946 compartien un grapat de bombarders operatius, tots ells B-29 Superfortresses. Tot i que n'havien de rebre més a mesura que tornessin de la 20a Força Aèria, desplegada al teatre del Pacífic, molts portaven al damunt moltes missions de guerra. A més, es creia que una arma aèria forta equipada amb B-29 podria evitar que un possible agressor no ataqués els Estats Units pel temor d'una represàlia massiva amb armes nuclears.
A finals de la dècada de 1940, els B-17 Flying Fortress i els  B-24 Liberator que s'havien fet servir al teatre europeu de la guerra ja havien quedat obsolets com a avions de combat i principalment van ser enviats a les foneries. Un grapat van romandre en servei realitzant deures fora de combat durant la dècada de 1950 com a avions aire-mar (SB-17, SB-24); de reconeixement fotogràfic (RB-17, RB-24) i com a blancs no tripulats (QB-17) i els seus controladors (DV-17).
Inicialment, la (AF sota el SAC consistia en:
- Fort Worth AAF (després Carswell AFB), Texas

58a Ala de Bombarders (després Divisió Aèria)
Destinada a March Field, Califòrnia, el 8 de maig de 1946
Destinada a Andrews AFB, Maryland l'1 de marc de 1948 (Desactivada 16 D'octubre de 1948)
449è Grup de Bombarders
Destinada de McCook AAF, Nebraska desembre de 1945 (McCook AAF tancà)
Desactivada on 4 d'agost de 1946
7è Grup de Bombarders
Activat l'1 d'octubre de 1946
7a Ala de Bombarders establerta el 17 de novembre de 1947. El 7è Grup de Bombarders va ser assignat com una unitat subordinada.
El personal i l'equip de l'inactivat 449è Grup de Bombarders va ser reassignat al 7è Grup de Bombarders (després 7a Ala de Bombarders). L'estat major del comandament i tot el personal de la 58a Ala de Bombarders van ser eliminats l'1 de novembre de 1946 i l'organització quedà reduïda a una unitat només sobre el paper. Durant dos anys l'ala seguí en aquest estàtus fins que la 58a Ala de Bombarders va ser desactivada el 16 d'octubre de 1948.
- Davis-Monthan AAF (posteriorment Base de la Força Aèria Davis-Monthan), Arizona

40è Grup de Bombarders
Destinada a March Field, California, 8 de maig de 1946
Desactivada el 1 D'octubre de 1946
444è Grup de Bombarders
Destinada a Merced AAF, California, el 6 de maig de 1945
Desactivada l'1 d'octubre de 1946
43è Grup de Bombarders
Activada el 4 d'octubre de 1946
43a Ala de Bombarders establerta el 3 de novembre de 1947. El 43è Grup de Bombarders va ser assignada com una unitat subordinada.
El personal i l'equip dels desactivats 40è i 444è Grups de Bombarders van ser reassignats al 43è Grup de Bombarders.
- Roswell AAF (posteriotment Base de la Força Aèria Walker), Arizona

509è Grup de Bombarders
Destinada a North Field, Tinian el 8 de novembre de 1946
509a Ala de Bombarders establerta el 3 de novembre de 1947. El 509è Grup de Bombarders va ser assignada com una unitat subordinada.
La 8a Força Aèria va rebre la missió específica de l'armament atòmic; però només el 509è Grup Compost de Roswell AAF havia modificat els B-29s per fer-los capaços de llançar bombes atòmiques. El 7è Grup de Bombarders de Fort Worth AAF va modificar els seus avions per tal de poder portar l'arma atòmica.
- Smoky Hill AAF (després Base de la Força Aèria de Smoky Hill), Kansas, transferida de la 15a Força Aèira el 16 de maig de 1948

301a Ala de Bombarders
Destinada a Barksdale AFB, Louisiana, l'1 d'agost de 1949. Smoky Hill AFB va ser inactivada

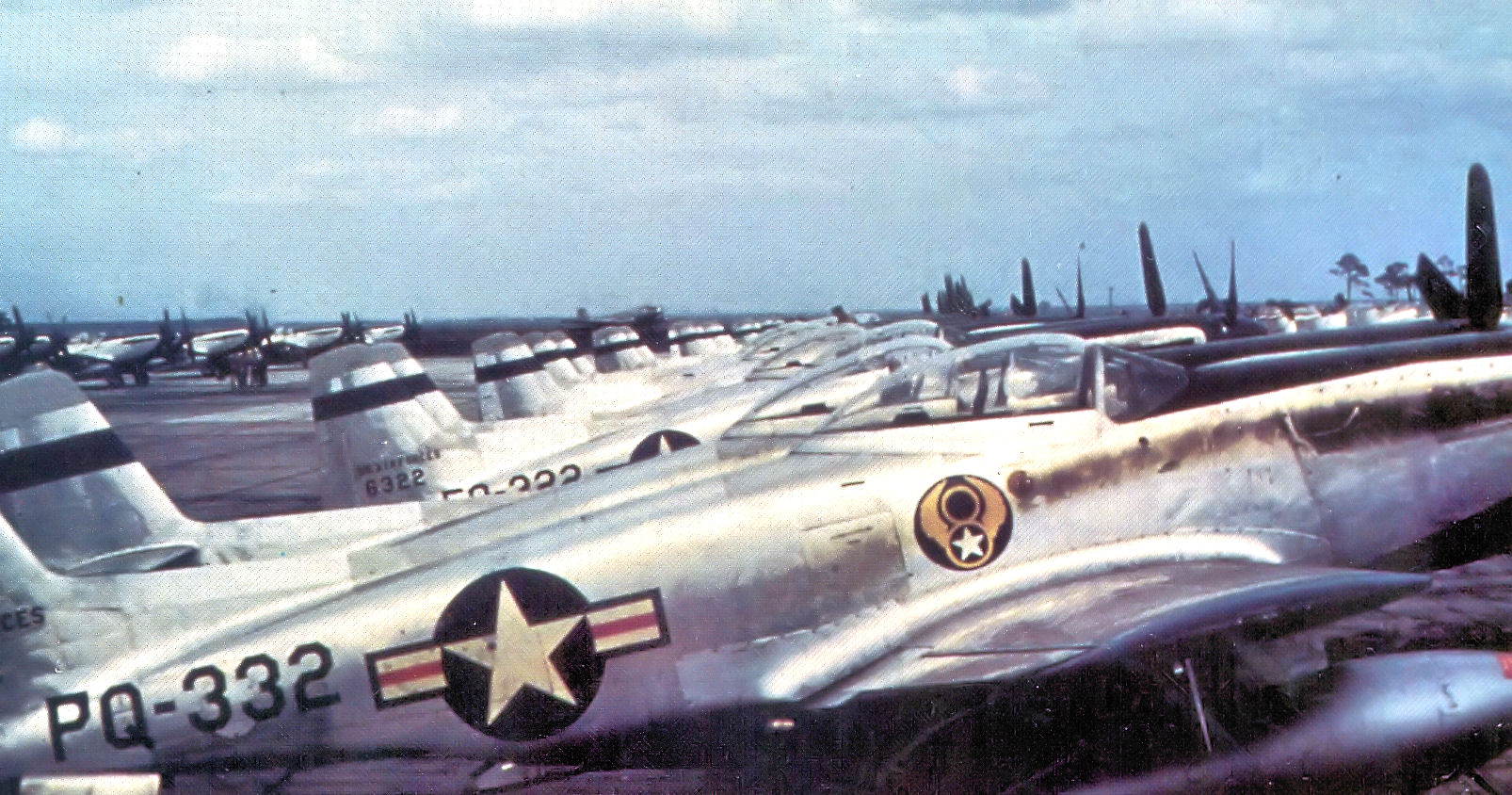
F-82E "Twin Mustangs" de la 27a Ala de Caces a la base de Kearney, Nebraska, 1948.

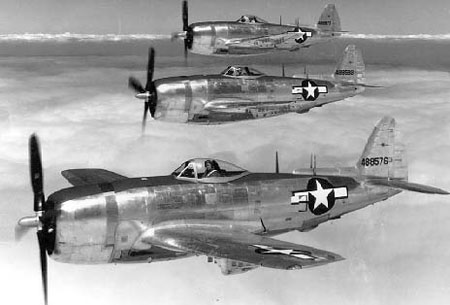
Formació de tres Republic P-47N Thunderbolts

Entre 1946 i 1949, el magre pressupost que hi havia disponible va emprar-se per adquirir nous avions (B-50 Superfortress, B-36 Peacemaker) pel SAC, i mentre que els nous avions estaven disponibles, els vells B-29 van ser enviats als magatzems o enviats a les unitats de la Reserva de la Força Aèria per a missions d'entrenament.

#### Unitats de caces
El SAC va ser creat pels homes que havien lluitat a la II Guerra Mundial, que sabien de la importància dels caces d'escorta. Als primers temps, el SAC tenia ales de caces per escortar els seus avions equipats amb els nous F-82E Twin Mustang, conjuntament amb els F-51H Mustangs i els F-47N Thunderbolts de llarg abast, tots els quals havien estat dissenyats cap al final de la II Guerra Mundial per a la planejada invasió del Japó.
Les ales de caces del SAC assignades a la 8a Força Aèria eren:
- 27a Ala de Caces(F-82E Twin Mustang)

Establerta a Kearney AFB, Nebraska el 27 de juliol de 1947
Destinada a Bergstrom AFB, Texas el 16 de març de 1949 (Base tancada)
31a Ala de Caces (F-47N Thunderbolt)
Establerta el Turner AFB, Georgia el 25 de juny de 1947
Desactivada el 16 de juny de 1952
- 33a Ala de Caces (F-51H Mustang, F-80C Shooting Star)

Adjuntada a la 509a Ala de Bombarders, Molt Pessats, Walker AFB, New Mexico, el 17 de novembre de 1947
Destinada a Otis AFB, Massachusetts, 15 de novembre de 1948
- 82a Ala de Caces (F-51H Mustang)

Establerta el Grenier AFB, New Hampshire el 12 d'abril de 1947
Inactivada el 2 d'octubre de 1949
L'arribada dels bombarders a reacció B-47 i B-52 i de les bombes nuclears eliminaren la necessitat de l'escorta de caces. Les armes nuclears que portaven els bombarders eren tan poderoses que només un avió estava assignat a un objectiu que, durant la II Guerra Mundial, hagués requerit un grup de bombarders. Tot i que millorats fins al F-84 Thunderstreak, els nous bombarders a reacció 
L'arribada dels bombarders a reacció B-47 i B-52 i de les bombes nuclears eliminaren la necessitat de l'escorta de caces. Les armes nuclears que portaven els bombarders eren tan poderoses que només calia assignar un avió a un objectiu que, durant la II Guerra Mundial, hagués requerit un grup de bombarders. Tot i que millorats fins al F-84 Thunderstreak, els nous bombarders a reacció volaven tan alts i tan ràpids que hi havia poc perill que fossin interceptats pels caces. El 1955, el SAC ja no necessitava els seus caces, i totes aquestes unitats van ser enviades al Comandament Aeri Tàctic i emprats en un paper tàctic.
El 1949, va tenir lloc un canvi en les responsabilitats a les dues forces aèries del SAC. La 15a Força Aèria va ser recol·locada a De març de AFB, California. Com a part d'aquest canvi, la major part de les forces de bombarders del SAC a l'oest del riu Mississipi van ser assignades a la 15a Força Aèria. Les situades a l'est del Mississipi van ser assignats a la 8AF, que va ser situada a Westover AFB, Massachusetts, des d'on comandava totes les bases del SAC a l'est dels Estats Units.
Diversos fets a finals de la dècada de 1940 van revertir la reducció de les forces estratègiques. La Crisi de Berlín de 1948 i l'inici de la Guerra Freda causà que els Estats Units despleguessin els B-29 del SAC al Regne Unit i a l'Alemanya Occidental. Les victòries comunistes a la Guerra Civil Xinesa el 1949 i l'esclat de la Guerra de Corea el 1950 comportà que els Estats Units van haver d'ampliar el SAC per poder fer front a les potencials amenaces a Europa i Àsia.
En el moment de l'esclat de la Guerra de Corea al juny de 1950, la 8AF consistia en les següents unitats:
| - Carswell AFB, Texas 7a Ala de Bombarders (B-36 Peacekeeper) 11a Ala de Bombarders No va ser activada fins al 16 de febrer de 1951 amb B-36s - Biggs AFB, Texas 97a Ala de Bombarders (B-29 Superfortress) - Davis-Monthan AFB, Arizona 43a Ala de Bombarders (B-29, B-50 Superfortress) - Ellsworth AFB, South Dakota 28a Ala de Bombarders (B-36 Peacekeeper) | - Walker AFB, Nou Mèxic 6a Ala de Bombarders (B-36 Peacekeeper) 509a Ala de Bombarders (B-29, B-50 Superfortress) - Chatham AFB, Georgia 2a Ala de Bombarders (B-29, KB-50 Superfortress) - Bergstrom AFB Texas 27a Ala de caces d'escorta (F-84 Thunderstreak) |

#### La Guerra de Corea
El 25 de juny de 1950, les forces armades de la República Democràtica Popular de Corea envaí Corea del Sud. El 27 de juny el Consell de Seguretat de les Nacions Unides votà ajudar els sud-coreans a fer front a la invasió. Tot i que la força de bombarders estratègics de la 8AF no estava destinada a combatre a Corea, la 8a desplegà la 27a Ala de Caces d'Escorta per accions de combat a Corea, assolint nombrosos honors i distincions pels seus fets de combat durant la guerra.
El 21 de gener de 1951, el tinent coronel William Bertram, comandant del 523è Esquadró de Caces d'Escorta, va abatre el primer MiG-15 de l'ala i esdevingué el primer pilot de F-84 amb una victòria confirmada amb un MiG. Dos dies després, el 23 de gener, la 27a Ala de Caces d'Escorta participà en l'atac sobre l'aeròdrom de Sinuju a Corea del Nord i va abatre quatre MiGs-15 més. En el moment que el grup rotà de tornada als Estats Units, havien volat més de 23.000 hores de combat en més de 12.000 sortides.
Pel seu servei durant la guerra de Corea, la 27a Ala de Caces d'Escorta rebé la Citació Presidencial d'Unitat, cobrint el període entre el 26 de gener i el 21 d'abril de 1951, per la seva actuació a Corea.
La 27a va ser rellevada dels seus deures en suport de les forces de les Nacions Unides a Corea i tornà a la base de Bergstrom el 31 de juliol de 1951, però va ser redestinada a la base aèria de Misawa, Japó, entre el 6 d'octubre de 1952 i el 13 de febrer de 1953.

#### Guerra Freda

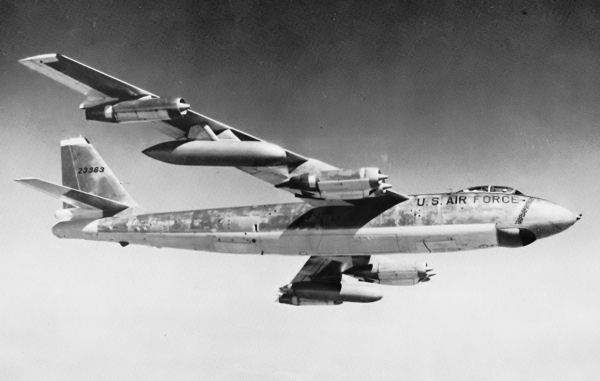
Boeing B-47E-50-LM (S/N 52-3363) de la 8a Força Aèria en vol.

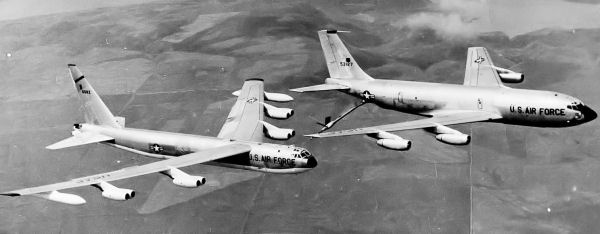
Un Boeing B-52D-70-BO (S/N 56-0582) de la 8a Força Aèria sent re-proveït en ple vol per un Boeing KC-135A-BN (S/N 55-3127).

Amb el final dels combats a Corea, el President Dwight D. Eisenhower, que ocupà el càrrec el gener de 1953, advocà per a una "nova mirada" a la defensa nacional. El resultat: una dependència major en les armes nuclears i poder aeri per impedir la guerra. La seva administració escollí invertir en la Força Aèria, especialment en el Comandament Aeri Estratègic. La cursa d'armes nuclears desplaçà la velocitat. La USAF retirà tots els seus B-29/B50s de pistó i van ser substituïts pels nous B-47 Stratojet. El 1955 els nous Boeing B-52 Stratofortress entrà a l'inventari en quantitats substancials, mentre que els B-36s eren retirats ràpidament de les unitats de bombarders.
També després des del desplegament de forces a la Força Aèria de l'Extrem Orient per combatre a Corea, la història de la 8a Força Aèria esdevingué indistingible de la del Comandament Aeri Estratègic. L'inventari armamentístic de la 8a Força Aèria també canvià per incloure els avions de re-proveïment en vol KC-135 i els míssils balístics intercontinentals (Atlas, Titan I, Titan II i els models Minuteman.)
Al mateix temps, les tècniques de re-proveïment aeri van millorar-se fins al punt que els bombarders de la 8a Força Aèria podien assolir objectius a Europa i Àsia encara que les bases a ultramar haguessin estat destruïdes per un atac enemic. Per reduir el risc a la seva flota de bombarders als Estats Units, la 8a Força Aèria activà l'alerta nuclear com a element de dissuasió davant un atac per part de la Unió Soviètica. Dispersà els seus avions en diverses bases per tot el país, per tal de no tenir massa concentrats en un únic lloc.

#### Guerra del Vietnam
El 1965, la 8a Força Aèria tornà a entrar en combat, aquest cop al sud-est asiàtic. En un inici, la 8a Força Aèria desplegà els seus B-52 i les unitats cisternes KC-135 des dels Estats Units fins a les seves bases operatives a Guam, Okinawa i Tailàndia. L'abril del 1970, el SAC traslladà la 8a Força Aèria sense personal o equipament a la Força Aèria Andersen de Guam, absorbint recursos de la 3a Divisió Aèria. A Anderson, la 8a Força Aèria prengué la direcció de totes les operacions de bombardeig i reavituallament al sud-est asiàtic.
El bombardeig intensiu de Hanoi i de Haiphong durant 11 dies el desembre de 1972, conegut com a "LINEBACKER II", va ser un dels moments màxims d'aquests anys de guerra. De manera important, l'efectivitat del bombardeig realitzat per la 8a Força Aèria influencià las nord-vietnamites a finalitzar les hostilitats.
Amb el final dels combats al sud-est asiàtic, la 8a Força Aèria es desplaça fins a la base aèria de Barksdale, Lousiana, l'1 de gener de 1975, absorbent els recursos de la Segona Força Aèria.

#### Operacions durant la dècada de 1980
Durant la dècada de 1980, la 8a Força Aèria participà en diverses operacions clau, com fer funcionar la task force de petrolers per a l'operació Urgent Fury el 1983 i dirigir totes les operacions de re-proveïment per les operacions El Dorado Canyon el 1986 i Just Cause el 1989.

#### Operacions sobre Iraq
Les unitats de la 8a Força Aèria van tenir un paper clau durant els 42 dies que durà la Guerra del Golf de 1991. una unitat, la 2a Ala de Bombarders va ser la punta de llança de la campanya aèria enviant els B-52 des de Barksdale per bombardejar amb míssils aire-terra convencionals objectius iraquians. Les ales de bombarders de la 8a Força Aèria, estacionades a la regió del golf Pèrsic, també atacaren les forces de la Guàrdia Republicana Iraquiana, així com nombrosos objectius estratègics clau, mentre que d'altres unitats oferien re-proveïment aeri o reconeixement aeri durant tot el conflicte. Com a Quarter General, la 8a Força Aèria també jugà un altre paper de gran importància en la victòria sobre les forces iraquianes, operant el subministrament logístic i el pont aeri de re-proveïment entre els Estats Units i la regió del golf.

### Història des de juny de 1992

Escut del Comandament Aeri de Combat

Quinze mesos després de l'operació Tempesta del Desert, la USAF va ser reorganitzada. La 8a Força Aèria va ser rellevada del seu destí al Comandament Aeri Estratègic per ser assignada al nou Comandament Aeri de Combat (Air Combat Command - ACC) l'1 de juny de 1992.
A l'ACC, la 8a Força Aèria proveí de comandament i control, intel·ligència, vigilància i reconeixement (C2ISR); atac de llarg abast i les forces d'operacions d'informació pels components de la Força Aèria i comandaments de combat. La 8a Força Aèria entrena, prova, examina i disposa de tropes de combat preparades per un ús immediat a qualsevol part del món. La 8a Força Aèria també prové de forces convencionals al Comandament Conjunt de Forces i prové bombarders amb capacitat nuclear, actius d'Assalt Global específics, i capacitats C2ISR pel Comandament Estratègic (STRATCOM). La 8a Força Aèria també dona suport al Quarter General – Operacions d'Informació de la Força Conjunta STRATCOM i serveix com l'element de comandament per a totes les operacions de la Força Aèria a internet.
Sota l'ACC, la 8a Força Aèria rebé el control sobre el servei actiu, les unitats de la Força Aèria de la Reserva i la Guàrdia Nacional Aèria tant als Estats Units continentals com a dues localitzacions a ultramar. El gener de 1994, l'ACC reorganitzà la 8a Força Aèria com a propòsit general de Força Aèria Numerada (NAF) amb missions de combats per donar suport a les Forces Conjuntes i als Comandaments Estratègics. El suport a aquest darrer s'inclou la Task Force 204 (bombarders).
Des de 1994 la 8a Força Aèria ha participat en diverses contingències, com l'operació Desert Strike contra Iraq (1996), l'operació Desert Fox de nou contra Iraq (1998), en la que debutà el B-1B en combat; i l'operació Allied Force contra la República Federal de Iugoslàvia, en la que debutà el B-2A Spirit. La campanya Alied Force també representà el retorn de la 8a Força Aèria a Europa i la participació dels bombarders americans a la primera operació de combat de l'OTAN. Els bombarders de la 8a Força Aèria realitzaren 325 sortides, llançant més de 3.100 tones de bombes.
El 2000, la Força Aèria decidí integrar les operacions d'informació dins de la 8a Força Aèria. El procés d'integració començà l'1 de febrer del 2001, quan la Força Aèria situà l'Agència d'Intel·ligència Aèria (AIA) dins de l'estructura de l'ACC i assignà la 67a Ala d'Operacions d'Informació i la 70a Ala d'Intel·ligència a la 8a Força Aèria. La reorganització transformà la 8a Força Aèria en l'única Força Aèria Numerada d'operacions d'informació i de bombardeig de la Força Aèira. Per a la Poderosa Vuitena, aquest canvi anuncià un futur interessant, una que portaria una nova reestructura, adquisicions de sistemes aeronàutics diferents, i una nova missió de desafiament.

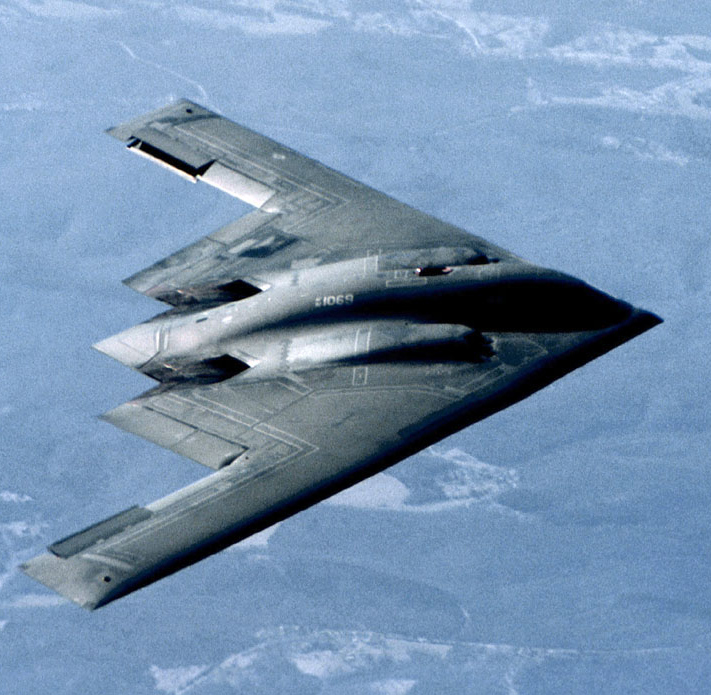
B-2A Spirit, 82-1069, "Spirit of Indiana", 509a Ala de Bombarders

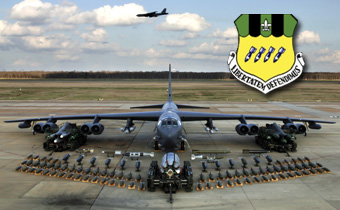
B-52H Stratofortress, 2a Ala de Bombarders

Mentre es preparava per a aquest canvi de missió, la 8a Força Aèria també participà en l'operació Enduring Freedom, en la que la Força Aèria operà amb una total impunitat objectius a l'Afganistan; i l'operació Noble Eagle per la defensa de l'espai aeri estatunidenc de l'amenaça d'avions perduts i d'antics bombarders soviètics. Durant els sis primers mesos de Enduring Freedom, els bombarders de la 8a Força Aèria van ser instrumentals en l'erradicació d'objectius vagament definits.

#### Comandament d'Atac Global
Situat al Comandament Global d'Atac de la Força Aèria des de l'1 de febrer del 2010, la 8a Força Aèria controla els actius dels bombarders estratègics tant als Estats Units com a localitzacions d'ultramar. La 8a Força Aèria porta a terme les missions de guerra sota el Comandament Estratègic dels Estats Units (o possiblement sota d'altres comandaments unificats de combat regionals des de la dissolució del Comandament Conjunt de Forces dels Estats Units. La 8a Força Aèria té 3 ales, dues ales de la Força Aèria de Reserva Totalment Integrada i un destacament als Estats Units.
Les ales de bombarders de la 8a Força Aèria inclouen:
- Base Aèria de Barkksdale, Lousiana

2a Ala de Bombarders, Ala de Bombarders B-52H
- Base Aèria de Minot, Dakota del nord

5a Ala de Bombarders, Ala de Bombarders B-52H
- Base Aèria de Whiteman, Missouri

509a Ala de Bombarders, Ala de Bombarders B-2

## Llinatge, tasques, components i estacions
- Forces Aèries Estratègiques dels Estats Units a Europa – 22 de febrer de 1944
- Forces Aèries Estratègiques dels Estats Units al Pacífic – 16 de juliol de 1945
- Comandament Aeri del Pacífic, Exèrcit dels Estats Units – 6 de desembre de 1945 (redesignació de les Forces Aèries Estratègiques dels Estats Units al Pacífic)
- Comandament Aeri Estratègic - 7 de juny de 1946
- Comandament Aeri de Combat – 1 de juny de 1992
- Comandament d'Atac Global de la Força Aèria – 1 d'agost de 2010

### Components principals
- Comandament Compost de la VIII Força Aèria: 22 de febrer de 1944 – 1 de febrer de 1945
- Comandament de Servei de la VIII Força Aèria: 22 de febrer de 1944 – 16 de juliol de 1945
- VIII Comandament de Caces: 22 de febrer de 1944 – 16 de juliol de 1945

#### Divisions durant la II Guerra Mundial

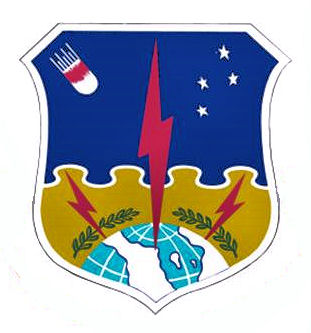
Emblema de la 1a Divisió Aèria

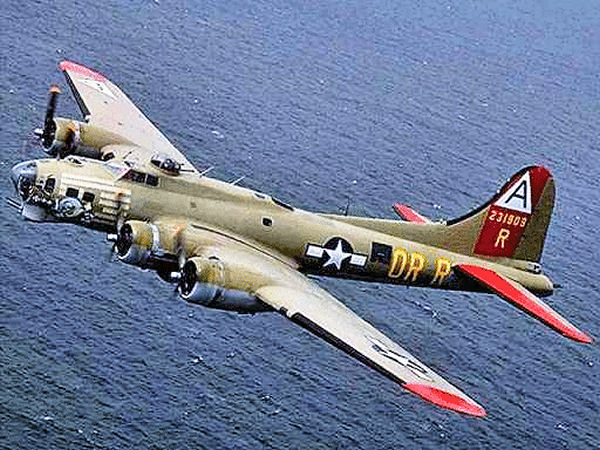
Nine-O-Nine, 91st BG/323rd BS B-17G, mostrant l'emblema "Triangle-A" de la 1a Ala de Bombarders de Combat a la cua

- 1a Divisió de Bombardeig (posteriorment 1a Divisió Aèria)

Operava els amb codis "Triangle" a la cua entre el 22 de febrer de 1944 i el 16 de juliol de 1945
Quarter General a Brampton Grange, Brampton, Huntingdonshire
1a Ala de Bombarders de Combat, RAF Bassingbourn (Senyal: Goonchild/Swordfish)
91r Grup de Bombarders (Triangle-A), RAF Bassingbourn
381r Grup de Bombarders (Triangle-L), RAF Ridgewell
398è Grup de Bombarders (Triangle-W), RAF Nuthampstead
482 è Grup de Bombarders (No Tail Code), (B-17, B-24) RAF Alconbury
Grup d'exploradors equipats amb RADAR. Adjunts al: VIII Comandament Compost, 14 de febrer de 1944 – 1 de gener de 1945
40a Ala de Bombarders de Combat, RAF Thurleigh (Senyal: Bullpen/Foxhole)
92è Grup de Bombarders (Triangle-B), RAF Podington
305è Grup de Bombarders (Triangle-G), RAF Chelveston
306è Grup de Bombarders (Triangle-H), RAF Thurleigh
41a Ala de Bombarders de Combat, RAF Molesworth (Senyal: Fatgal/Cowboy)
303r Grup de Bombarders (Triangle-C), RAF Molesworth
379è Grup de Bombarders (Triangle-K), RAF Kimbolton
384è Grup de Bombarders (Triangle-P), RAF Grafton Underwood
94a Ala de Bombarders de Combat, RAF Polebrook (Senyal: Ragweed/Woodcraft)
351r Grup de Bombarders (Triangle-J), RAF Polebrook
401r Grup de Bombarders (Triangle-S), RAF Deenethorpe
457è Grup de Bombarders (Triangle-U), RAF Glatton
67a Ala de Caces, (provident del VIII Comandament de Caces) (P-51D/K Mustang) (Senyal: Mohair)
20è Grup de Caces, RAF Kings Cliffe
352è Grup de Caces, RAF Bodney
356è Grup de Caces, RAF Martlesham Heath
359è Grup de Caces, RAF East Wretham
364è Grup de Caces, RAF Honington
1a Força d'Exploració, (adjuntada al 364è FG), RAF Honington

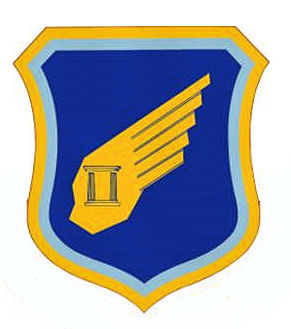
Emblema de la 2a Divisió Aèria

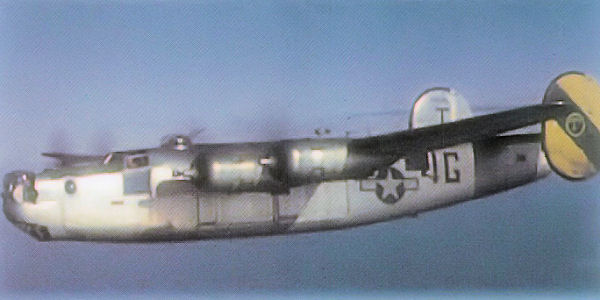
448è BG/713th BS Ford B-24H-25-FO Liberator 42-95185 "Do Bunny". Aquest avió va ser abatut per un Me-262 el 25 de març de 1945 sobre Soltau, Alemanya

- 2a Divisió de Bombardeig (posteriorment 2a Divisió Aèria)

Operà amb B-24D/H/J/L/M Liberator amb distintius de cua en "Cercle" fins al febrer de 1944. La darrera designació va ser mitjançant diversos colors a les aletes darreres en contrast amb franges horitzontals, verticals i diagonals que designaven un grup específic de bombarders entre el 22 de febrer de 1944 i el 25 de juny de 1945.
Quarter General a Ketteringham Hall Norwich, Norfolk
2a Ala de Bombarders de Combat, RAF Hethel (Senyal: Winston/Bourbon)
389è Grup de Bombarders (Cercle-C, Vertical Negre/Blanc), RAF Hethel
445a Grup de Bombarders (Cercle-F, Horitzontal Negre/Blanc), RAF Tibenham
453è Grup de Bombarders (Cercle-J, Diagonal Negre/Blanc), RAF Old Buckenham
14a Ala de Bombarders de Combat, RAF Shipdham (Senyal: Hambone/Hardtack)
44a Grup de Bombarders (Cercle-A), RAF Shipdham
392è Grup de Bombarders (Cercle-D), RAF Wendling
491r Grup de Bombarders (Cercle-Z), RAF North Pickenham (agost de 1944 – 16 de juliol de 1945)
492n Grup de Bombarders (Cercle-U), RAF Harrington
20a Ala de Bombarders de Combat, RAF Hardwick (Senyal: Pinestreet/Bigbear)
93è Grup de Bombarders (Cercle-B), RAF Hardwick
446è Grup de Bombarders (Cercle-H), RAF Bungay
448è Grup de Bombarders (Cercle-I), RAF Seething
489è Grup de Bombarders (Cercle-W), RAF Halesworth (agost de 1944 – 16 de juliol de 1945)
95a Ala de Bombarders de Combat, RAF Halesworth (de maig–agost de 1944) (Senyal: Shamrock)
489è Grup de Bombarders (Cercle-W), RAF Halesworth
491r Grup de Bombarders (Cercle-Z), RAF North Pickenham
96a Ala de Bombarders de Combat, RAF Horsham St Faith (Senyal: Redstar/Lincoln)
458è Grup de Bombarders (Cercle-K), RAF Horsham St. Faith
466è Grup de Bombarders (Cercle-L), RAF Attlebridge
467è Grup de Bombarders (Cercle-P), RAF Rackheath
65a Ala de Caces (Adjunt del VIII Comandament de Caces), Saffron Walden (P-51D/K Mustang) (Senyal: Colgate)
4t Grup de Caces, RAF Debden
56è Grup de Caces, RAF Boxted (P-47D Thunderbolt)
355è Grup de Caces, RAF Steeple Morden
361rt Grup de Caces, RAF Little Walden
2n Grup d'Exploració, (Adjunt al: 355è FG), RAF Steeple Morden
.

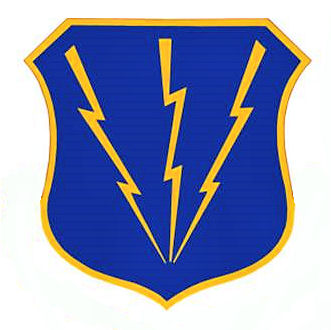
Emblema de la 3d Divisió Aèria

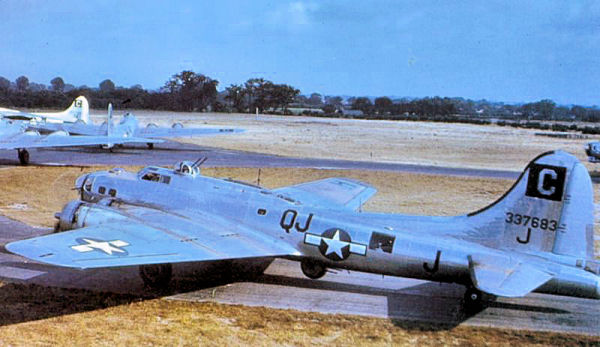
Boeing B-17G-70-BO Fortress AAF Serial No. 43-37683 del 96th BG/339th BS

- 3a Divisió de Bombardeig (posteriorment 3a Divisió Aèria)

Operava amb codis de cua en quadrat entre el 22 de febrer de 1944 i el 16 de juliol de 1945
Quarter General a RAF Honington, Thetford, Norfolk
4t Ala de Bombarders de Combat, RAF Bury St Edmunds (Senyal: Franklin/Hotshot)
Redenominat: 92a Ala de Bombarders de Combat, 22 de novembre de 1944
Redenominat: 4è Ala de Bombarders (Provisional), 16 de febrer de 1945
94è Grup de Bombarders (Quadrat-A), RAF Bury St. Edmunds
447è Grup de Bombarders (Quadrat-K), RAF Rattlesden
486è Grup de Bombarders (Quadrat-O/W), RAF Sudbury
487è Grup de Bombarders (Quadrat-P), RAF Lavenham
13a Ala de Bombarders de Combat, RAF Horham (Senyal: Zootsuit/Fireball)
95è Grup de Bombarders (Quadrat-B), RAF Horham
100è Grup de Bombarders (Quadrat-D), RAF Èorpe Abbotts
390è Grup de Bombarders (Quadrat-J), RAF Framlingham
45è Ala de Bombarders de Combat, RAF Snetterton Heath (Senyal: Zootsuit/Fireball)
96è Grup de Bombarders (Quadrat-C), RAF Snetterton Heaè
388è Grup de Bombarders (Quadrat-H), RAF Knettishall
452è Grup de Bombarders (Quadrat-L), RAF Deopham Green
93a Combat Ala de Bombarders, RAF Mendlesham, (Senyal: Zootsuit/Fireball)
34è Grup de Bombarders (Quadrat-S), RAF Mendlesham
385è Grup de Bombarders (Quadrat-G), RAF Great Ashfield
490è Grup de Bombarders (Quadrat-T), RAF Eye
493d Grup de Bombarders (Quadrat-S), RAF Little Walden
66a Ala de Caces, Sawston Hall, (Adjuntada del VIII Comandament de Caces) (P-51D/K Mustang) (Senyal: Oilskin)
55è Grup de Caces, RAF Wormingford
78è Grup de Caces, RAF Duxford
339è Grup de Caces, RAF Fowlmere
353è Grup de Caces, RAF Raydon
357è Grup de Caces, RAF Leiston
3a Força d'Exploradors, (Adjuntada al: 55è FG), RAF Wormingford

#### Divisions (Comandament Aèri Estratègic)
| - 6a Divisió Aèria: 1 de gener de 1959 – 2 de juliol de 1966 - 13a Divisió Estratègica de Míssils: 1 de juliol de 1963 – 1 de juliol de 1965 - 17a Divisió Estratègica Aeroespacial: 1 de juliol de 1963 – 31 de març de 1970 - 19a Divisió Aèria: 16 de febrer de 1951 – 1 de juliol de 1955; 1 de gener de 1975 – 30 de setembre de 1988 - 21a Divisió Aèria: 1 de juliol de 1955 – 1 de gener de 1959 - 38a Divisió Aèria: 1 de gener de 1959 – 1 de novembre de 1959 - 42a Divisió Aèria: 10 de març de 1951 – 1 d'abril de 1955; 1 de gener de 1975 – 9 de juliol de 1991 - 45a Divisió Aèria: 8 d'octubre de 1954 – 18 de gener de 1958; 20 de novembre de 1958 – 31 de març de 1970; 1 de gener de 1975 – 15 de juny de 1989 - 47a Divisió Aèria: 10 de febrer de 1951 – 1 d'abril de 1955 | - 57a Divisió Aèria: 4 de setembre de 1956 – 2 de juliol de 1969 - 801a Divisió Aèria: 1 de juliol de 1955 – 15 de març de 1965 - 802a Divisió Aèria: 1 de juliol de 1955 – 1 de gener de 1959 - 810a Divisió Aèria: 16 de juny de 1952 – 1 d'abril de 1955 - 817a Divisió Aèria: 1 de febrer de 1956 – 31 de març de 1970 - 818a Divisió Aèria: 1 de juliol de 1955 – 1 de gener de 1959 - 820a Divisió Aèria (després 820a Divisió Estratègica Aeroespacial): 1 de febrer de 1956 – 25 de juny de 1965. - 822a Divisió Aèria: 1 de gener de 1959 – 2 de setembre de 1966 - 823a Divisió Aèria: 1 de gener de 1959 – 31 de març de 1970 |

#### Ales
- 2a Ala de Bombarders, 16 de juny de 1988 – present
- 5a Ala de Bombarders, 1 de juny de 1991 – present
- 509a Ala de Bombarders, 29 de març de 1989 – present
- 9a Ala de Reconeixement, 1 d'octubre de 2002 – 1 d'octubre de 2009
- 55a Ala, 1 d'octubre de 2002 – present
- 552a Ala de Control Aeri, 1 d'octubre de 2002 – 1 d'octubre de 2009[11]
- 67a Ala d'Operacions d'Informació (després 67a Ala de Guerra Cibernètica), 1 de febrer de 2001 – present

#### Grups
- 492è Grup de Bombarders, RAF North Pickenham, 18 d'abril de 1944 – 8 de juliol de 1945

Assignat directament al Quarter General, realirzà missions d'operacions especials (Operació Carpetbagger)

#### Centres
- 608è d'Operacions Aèries i Espacials (anteriorment 608è Grup d'Operacions Aèries), 1 de gener de 1994 – present
- Operacions d'Informació de la Força Aèria: 1 de maig de 2007 – present

### Estacions
| - RAF High Wycombe, England, 22 de febrer de 1944 - Sakugawa (Aeròdrom de Kadena), Okinawa, 16 de juliol de 1945 - MacDill Fld, Florida, 7 de juny de 1946 - Fort Worth AAFld (later, Griffiss AFB; Carswell AFB), Texas, 1 de novembre de 1945 | - Westover AFB, Massachusetts, 13 de juny de 1955 - Andersen AFB, Guam, 1 d'abril de 1970 - Barksdale AFB, Louisiana, 1 de gener de 1975 – present |

## Comandants
| - Maj Gen Ira C. Eaker - 23 de febrer de 1942 - 2 de desembre de 1942 - Brig Gen Newton Longfellow - 2 de desembre de 1942 - 1 de juliol de 1943 - Maj Gen Frederick L. Anderson - 1 de juliol de 1943 - 6 de gener de 1944 - Lt Gen James H. Doolittle - 6 de gener de 1944 - 10 de maig de 1945 - Maj Gen William E. Kepner - 10 de maig de 1945 - 21 de juny de 1945 - Maj Gen Westside T. Larson - 21 de juny de 1945 - 19 de juliol de 1945 - Lt Gen James H. Doolittle - 19 de juliol de 1945 - 12 de setembre de 1945 - Maj Gen Earle E. Partridge - 12 de setembre de 1945 - 30 de novembre de 1945 - Brig Gen Patrick W. Timberlake - 30 de novembre de 1945 – juliol de 1946 - Col Neil B. Harding - 16 d'agost de 1946 - 1 de novembre de 1946 - Maj Gen Paul B. Wurtsmith - 16 de setembre de 1946 (morí en camí) - Brig Gen Roger M. Ramey - 1 de novembre de 1946 - 12 de novembre de 1946 - Maj Gen Clements McMullen - 12 de novembre de 1946 - 16 de desembre de 1946 - Maj Gen Roger M. Ramey - 16 de desembre de 1946 - 15 de juny de 1950 - Maj Gen Archie J. Old, Jr. - 15 de juny de 1950 - 14 d'agost de 1950 - Lt Gen Samuel E. Anderson - 14 d'agost de 1950 - 8 de maig de 1953 - Maj Gen John B. Montgomery - 8 de maig de 1953 - 13 de juny de 1955 - Maj Gen James C. Selser, Jr. - 13 de juny de 1955 - 6 d'agost de 1955 - Lt Gen Walter C. Sweeney, Jr. - 6 d'agost de 1955 - 1 d'octubre de 1961 - Lt Gen Hunter Harris, Jr. - 1 d'octubre de 1961 - 1 d'octubre de 1962 - Lt Gen Joseph J. Nazzaro - 1 d'octubre de 1962 - 1 de desembre de 1964 - Lt Gen Horace M. Wade - 1 de desembre de 1964 - 31 de juliol de 1966 - Lt Gen David Wade - 1 d'agost de 1966 - 28 de febrer de 1967 - Lt Gen William B. Kieffer - 1 de març de 1967 - 31 de març de 1970 - Lt Gen Alvan C. Gillem II - 1 d'abril de 1970 - 11 de juliol de 1970 | - Maj Gen Leo C. Lewis - 11 de juliol de 1970 - 31 de juliol de 1970 - Lt Gen Sam J. Byerly - 1 d'agost de 1970 - 15 de setembre de 1971 - Lt Gen Gerald W. Johnson - 14 de setembre de 1971 - 30 de setembre de 1973 - Lt Gen George H. McKee - 1 d'octubre de 1973 - 29 d'agost de 1974 - Maj Gen Charles F. Minter, Sr. - 30 d'agost de 1974 - 31 de desembre de 1974 - Lt Gen Richard M. Hoban - 1 de gener de 1975 - 1 de novembre de 1976 - Lt Gen James E. Hill - 1 de novembre de 1976 - 1 de juliol de 1977 - Lt Gen Richard L. Lawson - 1 de juliol de 1977 - 28 de juny de 1978 - Lt Gen Edgar S. Harris, Jr. - 28 de juny de 1978 - 28 de juliol de 1981 - Lt Gen Robert T. Herres - 28 de juliol de 1981 - 15 d'octubre de 1982 - Lt Gen William J. Campbell - 15 d'octubre de 1982 - 16 d'agost de 1984 - Lt Gen Kenneth L. Peek, Jr. - 16 d'agost de 1984 - 2 de febrer de 1987 - Lt Gen James P. McCarthy - 2 de febrer de 1987 - 26 de març de 1988 - Lt Gen Ellie "Buck" G. Shuler, Jr. - 26 de març de 1988 - 22 de maig de 1991 - Lt Gen Martin "Rip" J. Ryan, Jr. - 22 de maig de 1991 - 7 d'agost de 1993 - Lt Gen Stephen B. Croker - 7 d'agost de 1993 - 8 de març de 1996 - Lt Gen Phillip J. Ford - 8 de març de 1996 – 14 d'agost de 1998 - Lt Gen Ronald C. Marcotte - 14 d'agost de 1998 – 13 de gener de 2000 - Lt Gen Thomas J. Keck - 13 de gener de 2000 – 17 de maig de 2002 - Lt Gen Bruce A. Carlson - 17 de maig de 2002 – 10 d'agost de 2005 - Lt Gen Kevin P. Chilton - 10 d'agost de 2005 – 13 de juny de 2006 - Lt Gen Robert J. “Bob” Elder, Jr. - 13 de juny de 2006 – 1 de juny de 2009 - Maj Gen Floyd L. Carpenter - 1 de juny de 2009 – 18 de juny de 2011 - Maj Gen Stephen W. "Seve" Wilson – 18 de juny de 2011 - 19 d'octubre de 2013 - Maj Gen Floyd L. Carpenter – 19 d'octubre de 2013 |